# Triplophysa paradoxa
Triplophysa paradoxa är en fiskart som först beskrevs av Turdakov, 1955.  Triplophysa paradoxa ingår i släktet Triplophysa och familjen grönlingsfiskar. Inga underarter finns listade i Catalogue of Life.